# Niels Skousen - 40 år i dansk rock
|  | Denne artikel er oprettet af botten PalnaBot ud fra en ekstern database. Den kan derfor have sproglige fejl eller mangler. Denne skabelon kan fjernes efter kontrol af indholdet. |

Niels Skousen - 40 år i dansk rock er en musikfilm fra 2012 instrueret af Linda Wendel.